# The Roxy Club
The Roxy Club war ein Nachtclub im Londoner Stadtteil Covent Garden und von Dezember 1976 bis April 1978 Veranstaltungsort vieler Livekonzerte und Treffpunkt der Punkszene.

## Geschichte
Der kleine Club in der Neal Street wurde unter dem Namen Chaguaramas als Kellerbar eröffnet worden und war 1976 eine Schwulendisko. Ende des Jahres wurde er von Gene October entdeckt, der einen Proberaum für seine Band Chelsea suchte. Sein Manager Andy Czezowski, der auch Buchhalter des Kleidungs- und Second-Hand-Ladens Acme Attractions in der King’s Road war, mietete den Club an und erkannte kurz darauf, dass das Lokal eine geeignete Anlaufstelle für die Anhänger des gerade aufkommenden Punk werden könnte. Hier wollte er den neuen Musikern die Chance geben, vor gleichgesinntem Publikum zu spielen. Zusammen mit Geschäftspartner Barry Jones, dem Besitzer des Studios, in welchem The Damned ihre ersten Demos aufnahmen, gründete er im Dezember 1976 das Roxy.
Die Band „Chelsea“ hatte sich inzwischen aufgelöst und deren Mitglieder Billy Idol, Tony James und John Towe hatten Generation X gegründet. Gemeinsam mit Siouxsie and the Banshees war Generation X die erste Band, die am 14. Dezember 1976 unter der Ägide Czezowskis im Roxy auftrat. Am nächsten Abend spielten Johnny Thunders und The Heartbreakers dort. Nach dem Erfolg dieser beiden Konzerte handelte Czezowski einen Mietvertrag zu den Konditionen von 350 Pfund pro Woche für die nächsten drei Monate aus. Am 1. Januar 1977 gab es die offizielle Eröffnungsveranstaltung mit The Clash. Erster DJ war Czezowskis Kollege aus dem Acme Attractions-Laden, Don Letts. Er legte neben Punk, den es damals kaum auf Schallplatte gepresst gab, viel Dubreggae auf. Er wird im Nachhinein als besonders starke Anregung für den Einfluss von Dubreggae im englischen Punk, wie z. B. bei The Clash, verantwortlich gemacht.
In den folgenden Monaten betraten viele Bands die Bühne, manche davon hatten sich bereits etabliert, andere traten zum ersten Mal vor Publikum auf: The Jam, The Vibrators, The Damned, The Boys, Slaughter and the Dogs, Squeeze, Buzzcocks, The Cortinas, The Police, Motörhead, Sex Pistols, The Stranglers und viele andere. Neben britischen Bands spielten auch US-Punkbands wie Johnny Thunders' Heartbreakers, die im Dezember als Support für die Anarchy-Tour der Sex Pistols nach England gekommen waren, oder Wayne County & The Electric Chairs.
Auch The Adverts war eine der ersten Bands, die im Roxy spielte. Ihr Sänger T. V. Smith erinnert sich in einem späteren Interview:

„Seit der Eröffnung im Dezember 1976 war das Roxy der Treffpunkt für die neuen ‚Punks‘. Eigentlich hießen wir zu dieser Zeit noch gar nicht Punks, es gab noch kein Wort für das, was wir waren. Im Roxy konnte man an jedem Tag andere junge Leute treffen, die ebenfalls eine Veränderung in der Musik wollten. In den ersten vier, fünf Monaten war das sehr intensiv; im Publikum gab es eigentlich jeden Tag etwas Neues zu entdecken.“

Obwohl der Club gut florierte, hatte man sich mit den Kosten übernommen, denn man musste nicht nur die Miete finanzieren. Ständige Beschwerden der Anlieger zogen hohe Ordnungsstrafen nach sich. Ein Einbruch in das Lokal belastete die finanzielle Situation zusätzlich. Andy Czezowski und seine Crew sahen bereits einer Zwangsräumung nach gerade mal 100-tägigem Bestehen des Clubs entgegen als im April 1977 Aufnahmen für ein Livealbum gestartet wurden. Das Album Live at the Roxy erschien im Juli 1977 und kletterte sofort auf Platz 24 der UK-Charts. Somit war das Weiterbestehen des Clubs gesichert, aber die alte Crew war bereits verdrängt worden.
Weiter ging es im Roxy mit dem neuen Besitzer Kevin St. John und mit Gigs von The Saints, The Radiators from Space und einem Spontanauftritt von Iggy Pop. Mittlerweile machten eine zweite oder gar eine dritte Welle von Punkbands ihre Aufwartung im Roxy, wie z. B. Sham 69, Manace und Killjoys, zusammen mit einer Flut von Bands, die sich an die Musikrichtung angehängt hatten. Zu Weihnachten wurde 48 Stunden lang durchgefeiert. Es folgten zwei Nächte, in denen ein zweites Livealbum aufgenommen wurde. Im Januar traten Bands wie Adam & The Ants und The Psychedelic Furs zum ersten Mal auf. Aber es traten keine Bands mit großen Namen mehr auf und das Roxy verlor letztendlich seinen Reiz. Auch Jock McDonalds Versuch, dem Club durch verschiedene Stuntshows zu einem neuen Höhepunkt zu verhelfen, misslang, und das Roxy schloss nach dem 24. April 1978 endgültig die Türen.

## Diskografie
- 1977 Live at the Roxy
 (Slaughter and the Dogs, Sham 69, Wire, The Adverts, The Boys, X-Ray Spex, The Buzzcocks, UK Subs, The Damned)
- 1978 Farewell To The Roxy
 (Blitz, Acme Sewage, Billy Karloff & The Goats, The Tickets, UK Subs, The Red Lights, XL5, The Jets, The Streets, Plastix, The Bears, Open Sore, The Crabs)